# Sphaeralcea fumariensis
Sphaeralcea fumariensis är en malvaväxtart som först beskrevs av Stanley Larson Welsh och N.D.Atwood, och fick sitt nu gällande namn av N.Duane Atwood och S.L.Welsh. Sphaeralcea fumariensis ingår i släktet klotmalvor, och familjen malvaväxter. Inga underarter finns listade i Catalogue of Life.